# Dia Mundial del Sòl
L'Assemblea General de les Nacions Unides decideix designar el 5 de desembre Dia Mundial del Sòl.

## Celebració
El 20 de desembre de 2013 l'Assemblea General de les Nacions Unides en la Resolució 68/232 "decideix designar el 5 de desembre Dia Mundial del Sòl i declarar 2015 Any Internacional dels Sòls.
| «                                   | "Missatge del secretari general amb motiu del Dia Mundial del Sòl i el llançament de l'Any Internacional dels Sòls. Nova York, 5 des 2014. Avui celebrem el primer Dia Mundial del Sòl i el llançament de l'Any Internacional dels Sòls (2015). Sense sòls sans, la vida a la terra seria insostenible. Els sòls són el fonament de l'agricultura. Igualment, Així mateix, proporcionen serveis vitals relacionats amb els ecosistemes i són la base d'aliments, pinsos, combustibles, fibra i medicaments importants per al benestar humà. El sòl és també la major reserva de carboni orgànic, que és essencial per mitigar el canvi climàtic i l'adaptació als seus efectes. En una era d'escassetat d'aigua, els sòls són fonamentals per al seu emmagatzematge i adequada distribució. En el Dia Mundial del Sòl, contraguem el compromís de fer més per protegir aquest important - però oblidat- recurs. Sense sòls sans no és possible una vida sana. | » |
| — Ban Ki-moon, SG/SM/16388-OBV/1414 | |   |

## Temes del Dia Mundial del Sòl
| Any  | Tema                                              |
| ---- | ------------------------------------------------- |
| 2014 | “Els sòls, fonament per a l'agricultura familiar” |
| 2015 | “Els Sòls, una base sòlida per a la vida”         |
| 2016 | “Sòls i lleguminoses, simbiosi per la vida”       |